# Kółko Stankiewicza
Kółko Stankiewicza (ros. кружок Станкевича) – literacko-filozoficzna organizacja studencka, założona przez Nikołaja Stankiewicza na Uniwersytecie Moskiewskim. Będąc studentem, Stankiewicz postanowił zorganizować to kółko w celu studiów filozofii Fichtego, Schellinga, Hegla. Do kółka tego należeli Wissarion Bielinski, Wasilij Botkin, Michaił Bakunin i inni. Jego członkowie byli przeciwnikami poddaństwa i urzędowej ideologii, nawoływali do krzewienia oświaty i humanizmu, do moralnego doskonalenia się. Problemy wyzwolenia ludu z poddaństwa wiązali z zagadnieniem upowszechnienia oświaty, umysłowego i moralnego doskonalenia się szlachty.
W swoich poglądach filozoficznych członkowie kółka reprezentowali stanowisko idealizmu obiektywnego. Cały otaczający nas świat to ich zdaniem wynik działalności ducha absolutnego. Filozofię rozpatrywali jako „rozwój od tego, co skończone, do tego, co absolutne”, przyznając jej rangę „najwyższej” spośród wszystkich nauk, wypracowującej dla nich metodę, wskazującej ludzkości „cel życia” i drogę do tego celu.
Działalność kółka przyczyniła się w znacznym stopniu do upowszechnienia w społeczeństwie rosyjskim klasycznego idealizmu niemieckiego.